# Federal Reserve Police
Federal Reserve Police (FRP) är en amerikansk federal polismyndighet med syfte att stävja allmän ordning och skydda intressen åt centralbankssystemet Federal Reserve System och dess regionala centralbanker.
Polismyndigheten har sitt huvudkontor i Washington, D.C. men är ändå relativt decentraliserade på vissa saker såsom de regionala centralbankernas polisfordon och dess utseende. De har dock gemensam polisutbildning som tar totalt tio veckor att genomföra för en polisstudent, de första sex sker på polismyndighetens egna utbildningscentrum i Atlanta i Georgia. De sista fyra är en aspiranttjänstgöring hos den regionala centralbanken som den enskilde ska arbeta för. Samtliga poliser är federalt anställda och är säkerhetsprövade mot den högsta amerikanska informationssäkerhetsklassen "Top Secret".

## Historik
FRP grundades i och med lagen USA Patriot Act i efterdyningarna av 11 september-attackerna år 2001. I den finns det ett tillägg för Federal Reserve Act som tillåter att uniformerad och beväpnad polis får skydda anläggningar tillhörande centralbankssystemet och att poliserna har tillåtelse att utföra arresteringar utan tillstånd från någon rättsinstans. 2002 togs de första poliserna i tjänst.

## Galleri

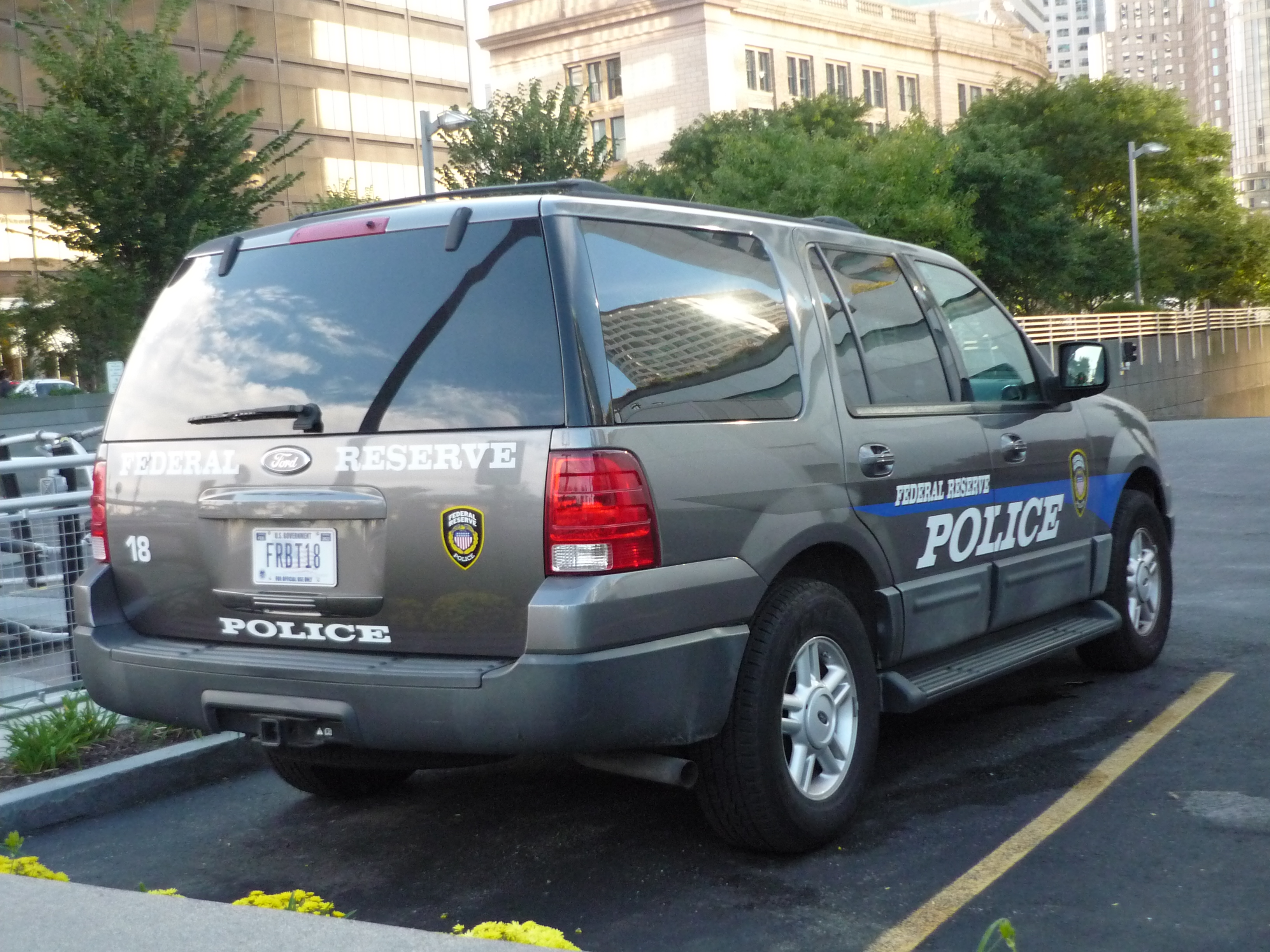
Polisfordon för Boston Fed i oktober 2014.
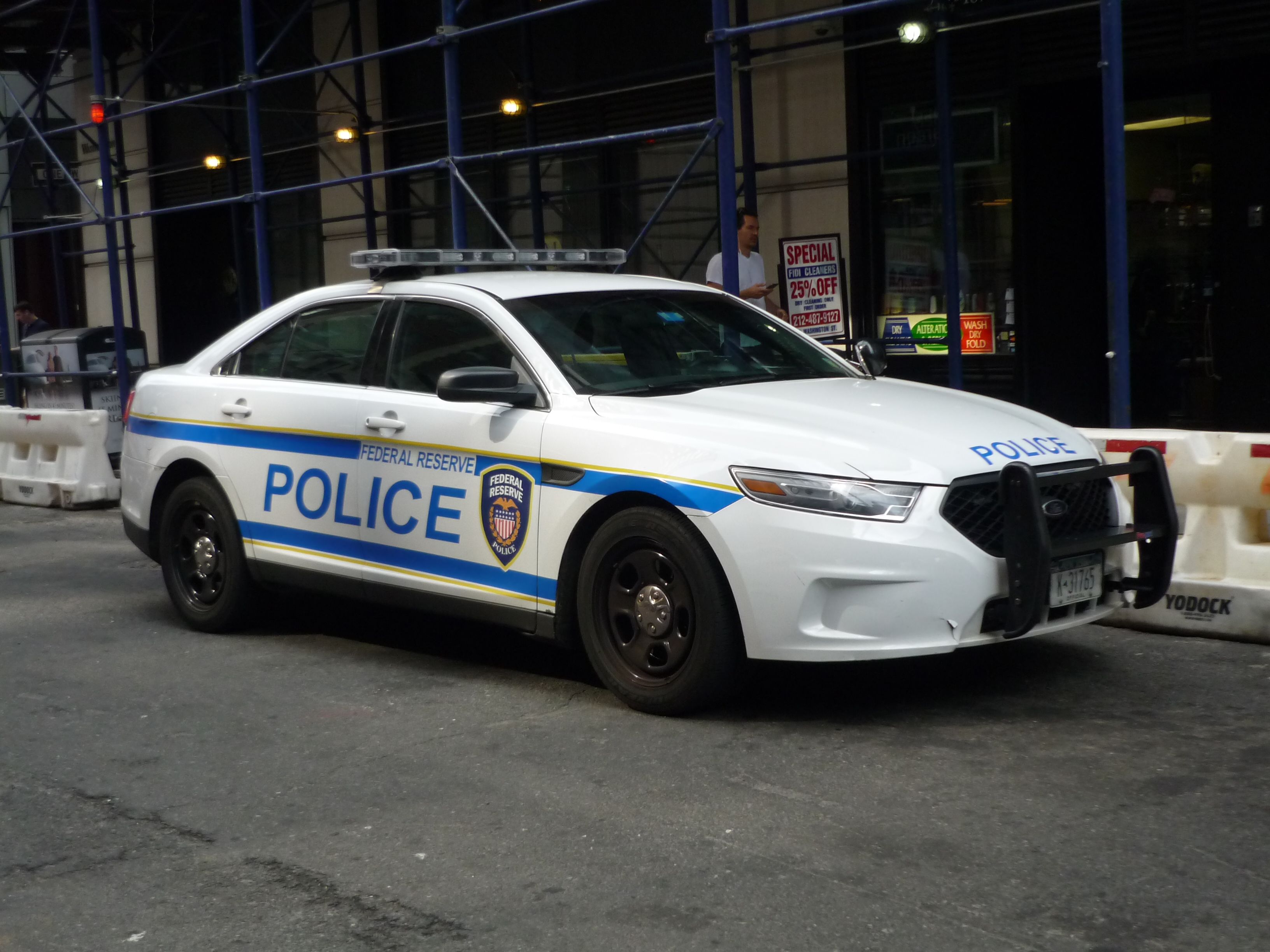
Polisfordon för New York Fed i maj 2015.
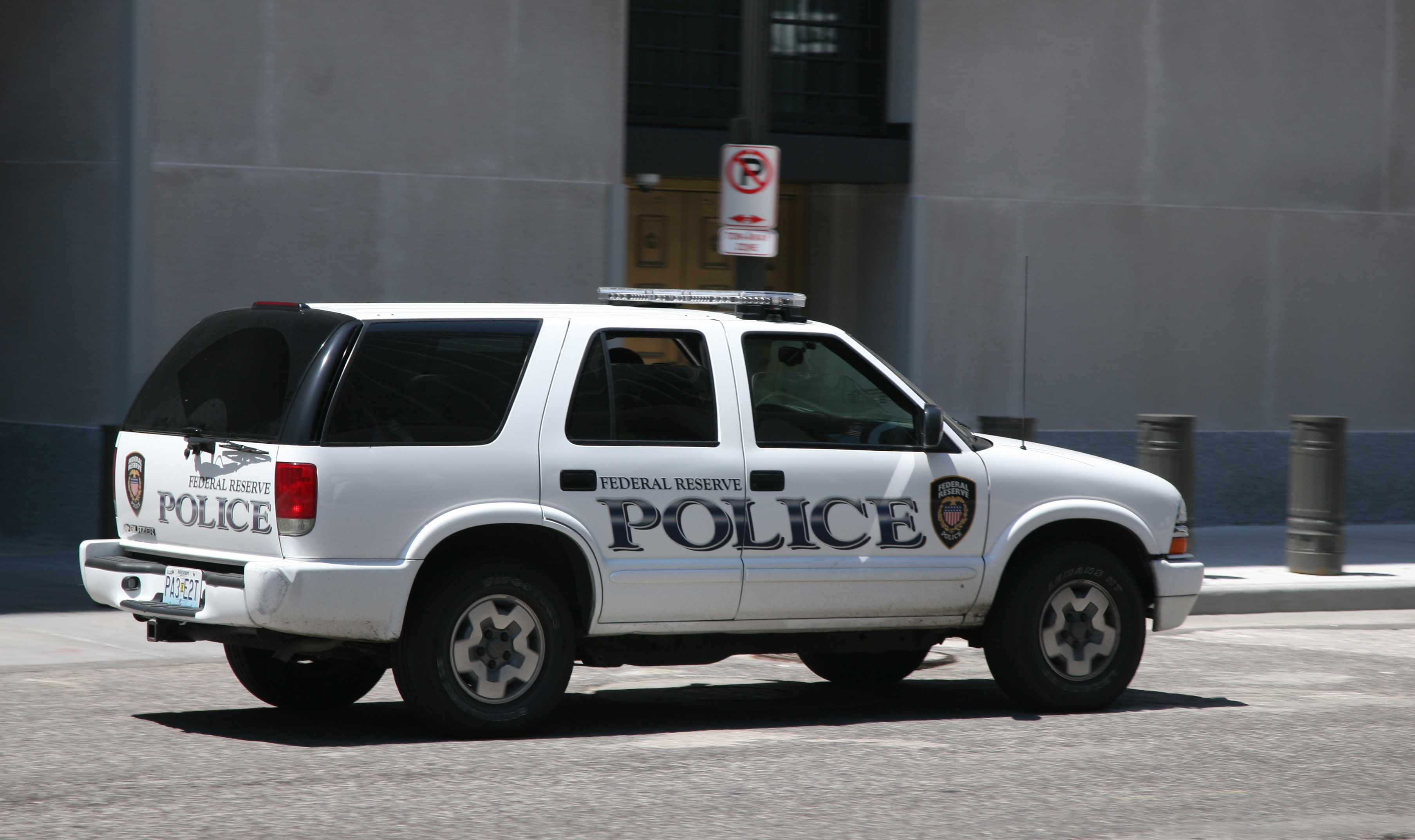
Polisfordon för St. Louis Fed i maj 2009.